# Lieux de la série The Legend of Zelda
 (octobre 2019).
Si vous disposez d'ouvrages ou d'articles de référence ou si vous connaissez des sites web de qualité traitant du thème abordé ici, merci de compléter l'article en donnant les références utiles à sa vérifiabilité et en les liant à la section « Notes et références ».
Lieux de la série The Legend of Zelda répertorie les différents lieux rencontrés dans la série de jeux vidéo The Legend of Zelda,.
- Haut – A
- B
- C
- D
- E
- F
- G
- H
- I
- J
- K
- L
- M
- N
- O
- P
- Q
- R
- S
- T
- U
- V
- W
- X
- Y
- Z

## B

### Bois Perdus
Les Bois Perdus sont une forêt que l’on trouve dans plusieurs jeux de la saga The Legend of Zelda. Ils sont connus pour la chanson qui les accompagne, (le Chant de Saria) mélodie entraînante, qui est l’un des thèmes les plus connus du jeu.
Bien que son concept est apparu dans The Legend of Zelda, on voit apparaître pour la première fois le véritable terme de «Bois Perdus». dans Ocarina of Time. Cette forêt est voisine au village Kokiri, le village natal de Link. Elle mène à divers endroits dans Hyrule. C’est un labyrinthe recélant des tas de secrets et de raccourcis, qui en font un lieu incontournable du jeu. En empruntant des chemins précis, il est souvent possible de se retrouver à différents endroits, dont le Bosquet Sacré, où se trouve le Temple de la Forêt.
Une légende dit que lorsqu’un Hylien s’égare dans les Bois Perdus, il se transforme en Skull Kid, créature espiègle et sans visage. On trouve donc des Skull Kids dans les Bois Perdus.
Le lieu réapparaît dans Majora's Mask, comme un lieu secondaire : il est le théâtre d’une poursuite entre Link et un petit singe.
Il arrive dans certains épisodes que ces bois cachent un donjon, ou Excalibur, ce qui fait d'eux une étape obligatoire dans l'aventure du jeu (Breath of the Wild par exemple).

## C

### Célestia
- Apparaît dans : Twilight Princess

Célestia est le nom d'une île sur laquelle vit le peuple de Baba, une jeune maman originaire du peuple céleste vivant sur cette même île. Link y accède en utilisant le canon se trouvant au lac Hylia. L'île abrite une boutique et un temple.

### Célesbourg
- Apparaît dans : Skyward Sword

Célesbourg est le nom de l’île volante sur laquelle se passe le début de l’histoire de Skyward Sword. Link y revient tout au long du jeu pour se ravitailler en potions et en armes ou demander des conseils aux habitants de l'île. L'île abrite un temple, un marché, des maisons, et un lac.

### Cocolint
- Apparaît dans : Link's Awakening

Cocolint est l’île sur laquelle Link se retrouve échoué au cours d’un voyage en mer.
- Village des mouettes : village principal de Link's Awakening.
- Village des animaux : second village du jeu, il est peuplé d’animaux.
- Baie de Martha
- Montagne Tartare
- Cave Flagello : premier donjon du jeu.

## F

### Forêt de Firone
- Apparaît dans : The Legend of Zelda: Twilight Princess, Skyward Sword et Breath of the Wild

Dans Twilight Princess, cette forêt est sous la protection de Firone, un des quatre esprits de la Lumière. Elle renferme notamment le Temple Sylvestre.
Dans Skyward Sword, elle se compose de quatre parties : le vallon du Sceau, la forêt de Firone à proprement parler, le cœur de la forêt et le lac Faroria.
Dans Breath of the Wild, on y retrouve les mêmes lieux que dans Skyward Sword (à l'exception du vallon du Sceau), et, également, le village d'Écaraille à l'extrême sud-est. De plus, contrairement aux autres opus, cette forêt est tropicale.

## G

### Gamelon
- Apparaît dans : The Wand of Gamelon

L’île de Gamelon est le lieu où se déroule l’action de The Wand of Gamelon, un des 4 jeux fait par Philipps pour sa console la -i (3 Zelda + Hôtel Mario). Toutefois, ce jeu n’étant réalisé par Nintendo, il ne fait pas partie du canon de la série.
Gamelon se compose de plusieurs lieux ou régions :
- Aru Ainu
- Sakado
- Kobitan
- Ahitaru
- Shutoy Lake
- Washubi Swamp
- Hanyu Forest
- Gohiyan Ship
- Tykogi Tower
- Dordung Cave
- Fairy Pool
- Dodomai Palace
- Nokani Forest
- Shrine of Gamelon
- Reesong Palace

### Grande Mer
- Apparaît dans : The Wind Waker

La Grande Mer (大海原, Ōunabara) est la mer qui recouvre l’ancien Hyrule. Cette mer est parsemée de nombreuses petites îles, dont certaines sont plus importantes que d’autres.
- Mercantîle : cette île abrite une ville marchande très vivante.
- Île de l’Aurore : c’est l’île d’origine de Link, sur laquelle on trouve un village tranquille. Au sommet de l’île se trouve une forêt.
- Île du Dragon : l’île du peuple Piaf est un volcan. À son sommet, trône Valoo, dragon et protecteur des Piafs.
- Île aux Forêts : l’île dans laquelle réside l’Arbre Mojo et les Korogus.
- Forteresse Maudite : dans cette forteresse pleine de monstres siège Ganon.
- Tour des Dieux : une immense tour qui renferme de nombreuses épreuves, passage obligé pour le héros afin de prouver sa valeur auprès des trois déesses d’Hyrule. Une fois ce donjon terminé, un passage vers Hyrule englouti sous les flots apparaît à la base de la Tour.
- Île de Tingle : une petite île où on peut trouver Tingle, au sommet d’une sorte de totem dont la partie supérieure représente sa tête.

## H

### Holodrum
- Apparaît dans : Oracle of Seasons

Holodrum est un monde parallèle dans lequel Link est transporté dans Oracle of Seasons. Il devra le libérer de l’emprise d’Onox, le général des ténèbres et y délivrer Din, l’oracle des saisons.
- Mont Cocotte
- Château d’Onox

### Hyrule
- Apparaît dans : The Legend of Zelda, The Adventure of Link, A Link to the Past, Ocarina of Time, Four Swords, The Minish Cap, Four Swords Adventures, Twilight Princess, Skyward Sword, A Link Between Worlds, Breath of the Wild

Hyrule est le royaume dont est originaire Link et où se déroule la majorité de ses aventures. Hyrule a été créé par les trois déesses, Din, déesse de la force, Nayru, déesse de la sagesse et Farore, déesse du courage. En partant, elles laissèrent sur ces terres une relique sacrée, la Triforce.
- Au-dessus des nuages (apparaît dans : The Minish Cap)
- Célestia (apparaît dans : Twilight Princess)
- Château d’Hyrule (ハイラル城, Hairaru-jō?) (apparaît dans : A Link to the Past, Ocarina of Time, The Wind Waker, The Minish Cap, Twilight Princess, A Link Between Worlds, Breath of the Wild). Le château fit sa première apparition dans A Link to the Past, le troisième volet de la saga. C’est souvent l’une des places centrales dans lesquelles Link doit entrer durant sa quête.
- Citadelle d’Hyrule ou Bourg d’Hyrule (apparaît dans : Ocarina of Time, The Minish Cap, Twilight Princess, Spirit Tracks)
- Domaine Zora ou Village Zora (apparaît dans : A Link to the Past, Ocarina of Time, Majora's Mask, Twilight Princess, A Link Between Worlds, Breath of the Wild) : lieu où vivent les Zoras et leur roi. C’est aussi à cet endroit que se trouve la source du fleuve Zora qui alimente le lac Hylia.
- Lac Hylia (ハイリア湖, Hairia-ko?) (apparaît dans : A Link to the Past, Ocarina of Time, The Minish Cap, Twilight Princess, A Link Between Worlds, Breath of the Wild)
- Massif des pics blancs (apparaît dans : Twilight Princess) : montagnes au Nord, dans lesquelles vit notamment un couple de yétis.
- Montagne de la Mort (デスマウンテン, Desu-Maunten?, Death Mountain) ou Mont du Péril (apparaît dans : A Link to the Past, Ocarina of Time, Twilight Princess, Four Swords Adventures, A Link Between Worlds, Breath of the Wild) : le célèbre volcan d’Hyrule sur lequel vivent des Gorons et au pied duquel se trouve le village Cocorico dans la plupart des jeux excepté Breath of the Wild.
- Temple du Temps (apparaît dans : Ocarina of Time, Twilight Princess, Breath of the Wild) : c’est le lieu qui renferme l’épée de légende (à l'exception de Breath of the Wild). Ce temple est par ailleurs le seul accès pour le Temple de la Lumière, qui lui, renferme la Triforce. Ganon utilisera ce passage pour dérober la Triforce dans Ocarina of Time. Dans Twilight Princess et dans Breath of the Wild, le temple est en ruine.
- Village Cocorico (カカリコ村, Kakariko-mura?) (apparaît dans : A Link to the Past, Ocarina of Time, Four Swords Adventures, Twilight Princess, A Link Between Worlds, Breath of the Wild) : village se trouvant au pied de la Montagne de la Mort (à l'exception de A Link to the Past, où il se trouve au pied du château d'Hyrule, et dans Breath of the Wild, où il se trouve alors près des Monts des Géminés (Monts Mère et Fille).
- Le ranch Lon Lon
- Les Bois perdus (迷いの森, Mayoi no Mori?)
- Tolemac : Tolemac est une décrite comme une région inexplorée du sud-est d’Hyrule. C’est le lieu où se déroule Zelda's Adventure, un des 4 jeux fait par Philips (3 Zelda + Hôtel Mario). Toutefois, ce jeu n’étant pas réalisé par Nintendo, il ne fait pas partie du canon de la série. Son nom est l’anagramme de « Camelot ».

### Nouvel Hyrule
- Apparaît dans : The Legend of Zelda: Spirit Tracks

C'est le continent que Link, Tétra et ses pirates ont découvert après leur voyage qui avait commencé à la fin de The Legend of Zelda: The Wind Waker. Tétra fut la première Reine de ce royaume.
- Citadelle d'Hyrule
- Tour des Dieux : une immense tour créée par les dieux pour sceller l'âme de Mallard, le Roi Démon. Après avoir été détruite par ses sbires Link doit la reconstruire en restaurant les sanctuaires dispersés aux quatre coins du Nouvel Hyrule afin d'empêcher la résurrection du roi démon.
- Village Prokis : c'est là que vis Link, apprenti cheminot et Papy Nico, de The Wind Waker
- Village Boquillon
- Village Papousia
- Village Goron
- Village Skimo

## K

### Koridai
- Apparaît dans : The Faces of Evil

L’île de Koridai est le lieu où se déroule l’action de The Faces of Evil, un des 4 jeux réalisé par Philips (3 Zelda + Hôtel Mario). Toutefois, ce jeu n’étant pas réalisé par Nintendo, il ne fait pas partie du canon de la série.
Koridai se compose de plusieurs lieux ou régions :
- Goronu
- Nortinka
- Crater Crove
- Toyku Lighthouse
- Spearfish Falls
- Serigon Caves
- Fortress Centrum
- Shipwreck Cliff
- Glutko
- Lupay
- Hermit Flat
- Ganon’s Lair

## L

### Labrynna
- Apparaît dans : Oracle of Ages

Labrynna est un monde parallèle dans lequel Link est transporté dans Oracle of Ages. Grâce à la harpe des âges, il devra voyager dans le passé de ce monde pour le libérer de l’emprise de Veran, la sorcière des Ténèbres et y délivrer Nayru, l’oracle des âges.
- Île du Croissant

### Lanelle
- Apparaît dans : Twilight Princess, Skyward Sword, Breath of the Wild

Dans Twilight Princess, les terres de Lanelle constituent une partie du royaume d'Hyrule caractérisées par ses lacs et rivières, c'est d'ailleurs dans cette zone que vit le peuple Zora.
Dans Skyward Sword, le désert de Lanelle est une région désertique de la Terre. Autrefois une zone minière (avec ses mines, sa raffinerie, etc.), celle-ci est devenue désertique et inhospitalière. Des failles temporelles permettent à Link de retrouver cet endroit tel qu'il était il y a des milliers d'années.
Dans Breath of the Wild, la prairie de Lanelle comporte la tour de Lanelle, le domaine Zora, Va-Ruta et le mont de la Foudre.

### Lorule
- Apparaît dans : A Link Between Worlds

Lorule est un monde parallèle au monde d'Hyrule, dans lequel Link doit secourir les sept sages d'Hyrule emprisonné par Yuga. La princesse Hilda règne sur Lorule. Le royaume fut damné après que la monarchie eut décidé de détruire leur Triforce afin de faire cesser le chaos peuplant la province.

## R

### Ranch Lon Lon
Le ranch Lon Lon est le ranch situé en plein centre de la plaine d’Hyrule dans le jeu Ocarina of Time. Il est tenu par Talon et sa fille Malon, aidé par leur « fidèle » Ingo. C’est dans ce ranch que Link fait la connaissance d’Epona, la jument qu’il chevauchera également dans Majora's Mask et Twilight Princess. Ce ranch est composé d’une étable, d’une habitation, d’une bâtisse en pierre et d’un enclos avec une large prairie. Un autre ranch, différent du Ranch Lon Lon, apparaît dans Majora's Mask, appelé le Ranch Romani et dans Four Swords Adventures. Dans The Minish Cap, le Ranch Lon Lon porte le nom de Ferme Lon Lon et est également tenu par Malon et son père.
Première époque : Link enfant
- Talon

Talon est le patron du ranch. Plutôt du genre paresseux et enclin à piquer un petit somme à la moindre occasion, il effectue des livraisons de lait Lon Lon au château d’Hyrule. C’est d’ailleurs en ce lieu que Link le rencontre pour la première fois, assoupi près de ses caisses de lait devant la porte de service du château. Link est contraint de le réveiller grâce à la Cocotte sortie de l’Œuf Curieux que Malon lui a confié, afin d’accéder au jardin intérieur du château. En apprenant que sa fille le cherche, celui-ci file à toutes jambes jusqu’au ranch par peur de se faire sermonner.
Lorsque Link se rend au ranch après avoir réveillé Talon, il trouve celui-ci en train de faire la sieste au rez-de-chaussée de sa maison. Celui-ci se réveille en sursaut et propose à Link de retrouver les trois Super-Cocottes parmi les autres cocottes avant la fin du temps imparti ; si Link y parvient, Talon lui propose, par pure malice, d’épouser Malon avant de lui offrir une bouteille contenant deux gorgées de Lait Lon Lon.
- Malon

Fille de Talon, Link la rencontre une première fois la nuit sur la Place du Marché du Château d’Hyrule où elle lui confie un Œuf Curieux duquel éclorera une cocotte ; après quoi, Malon s’en retourne au ranch pour attendre le retour de son père.
Lorsque Link se rend au ranch (entre le lever et le coucher du soleil), il trouve Malon en train de chanter au milieu de l’enclos avec une jeune jument à ses côtés, nommée Epona. Malon le remercie d’avoir réveillé son père et lui présente Epona. Elle lui apprend également le chant d’Epona, chanson apprise par sa maman et qui lui permet d’apprivoiser la jeune jument.
- Epona

Jeune jument assez sauvage, Link fait sa connaissance par l’intermédiaire de Malon. Seuls ceux qui connaissent le chant d’Epona peuvent devenir son ami. Epona (sous sa forme juvénile) apparaît également dans Majora's Mask.
- Ingo

Ingo est l’assistant de Talon. Il semble être assez agacé par le fait que son patron passe son temps à flemmarder pendant que lui se tape tout le boulot.
Seconde époque : Link adulte
- Malon

Lorsque Link se rend au ranch après que son esprit fut endormi pendant sept ans, la première personne qu’il y rencontre est Malon, devenue adulte et qui ne le reconnaît pas immédiatement (elle le reconnaîtra par la suite lorsque Epona sera venue vers Link après qu’il eut joué le Chant d’Epona). Malon semble triste, son père ayant en effet été mis à la porte de son propre ranch.
Malon se retrouve donc contrainte à travailler sous les ordres d’Ingo jusqu’au retour de Talon, initié par Link. Après le retour de son père, Link la retrouve près de l’enclos où elle lui propose une course d’obstacles, à l’issue de laquelle elle lui promet une petite récompense qu’elle lui apportera chez lui (dans sa maison, dans la Forêt Kokiri), récompense qui s’avèrera être une vache.
- Ingo

En arrivant au ranch, Link voit qu’un portail a été ajouté à l’entrée de celui-ci, avec sur le devant de ce portail l’effigie d’Ingo. Ce n’est que lorsque Link s’adresse à Ingo qu’il apprend que Talon a été chassé du ranch et que la direction de celui-ci lui a été confiée par Ganon. De l’aveu même d’Ingo, Ganon a su "reconnaître ses mérites". Ganon veut qu’Ingo lui dresse une jument d’exception.
Ingo propose ensuite à Link de monter un de ses chevaux. Une fois dans l’enclos, Link peut appeler Epona avec son ocarina et la monter. Après avoir monté deux fois le cheval et avoir sauté les obstacles, Ingo propose à Link une course de cheval autour de l’enclos. Après la victoire de Link, Ingo, mortifié à l'idée que Ganon apprenne une telle infâmie, propose une revanche à l’issue de laquelle, en cas de victoire, Link pourra garder Epona.
Après sa défaite, Ingo donne comme promis le cheval à Link mais ferme le portail pour l’empêcher de sortir du ranch. Il suffit dès lors à Link de sauter avec Epona par-dessus le portail ou par-dessus les palissades latérales du ranch.
Après le retour de Talon, Ingo redevient quelqu’un de bon et de dévoué à son patron.
- Epona

Dès que Link joue le Chant d’Epona, après avoir accepté de monter un cheval et être pénétré dans l’enclos, Epona accourt vers lui. Epona est à présent une jument adulte sur laquelle une selle a été montée. Après avoir remporté deux fois la course contre Ingo, Epona permet à Link de s’échapper du ranch et l’accompagne ensuite dans ses déplacements sur la Plaine d’Hyrule.
- Talon

Talon a été jeté hors de son propre ranch par son assistant Ingo, à présent aux ordres de Ganon. Link ne retrouve donc pas Talon au ranch, mais assoupi dans l’auberge du Village Cocorico. Link parvient à le réveiller à l’aide de la Cocotte de Poche, sortie de l’Œuf de Poche, œuf confié par la fille aux cocottes du village. Lorsque Link lui annonce que Malon est à nouveau heureuse, après que Link a emmené Epona hors du ranch, Talon décide de retourner au ranch.
The Legend of Zelda: Majora's Mask
Dans The Legend of Zelda: Majora's Mask, Link évolue dans Termina, un monde différent d’Hyrule par son aspect géographique mais où la plupart des habitants d’Hyrule sont présents mais ont des vies totalement différentes. Termina est en fait un monde parallèle à celui d’Hyrule.
Dans ce monde parallèle, un ranch est également présent, le Ranch Romani, d’aspect totalement différent de celui du Ranch Lon Lon. Il est tenu par deux sœurs, Romani et Cremia, qui sont respectivement la transposition de Malon enfant et de Malon adulte dans le monde de Termina. Deux autres personnes sont également présentes au ranch : la dame aux chiens (transposition de la dame qui perd son chien la nuit sur la Place du Marché) et Grog, l’amateur de poulettes (transposition du fils du chef du village Cocorico, déjà amateur de cocottes).
Les ressemblances ne s’arrêtent pas là puisque Romani apprend à Link le Chant d’Epona, le ranch voisin est tenu par deux des trois frères Gorman (double transpostion d’Ingo) qui font tout pour saboter le ranch Romani, et le patron du Milk-Bar, bar de Bourg-Clocher où l’on sert du lait, est tenu par la transposition de Talon.
À noter qu’Epona est également présente sous sa forme juvénile (Link l’emmène en effet avec lui en quittant Hyrule).

### Royaume du crépuscule
- Apparaît dans : Twilight Princess

Le Royaume du crépuscule est le royaume de l’ombre, parallèle à celui d’Hyrule qui est celui de la lumière. Il est peuplé par les Twilis, les descendants des criminels d’Hyrule envoyés ici pour les bannir. Xanto est un représentant des Twilis et Midona est leur reine, la fameuse princesse du crépuscule.
- Palais du crépuscule : C’est l’équivalent du château d’Hyrule dans le monde du crépuscule. Il est à l’origine le château de Midona mais est habité par Xanto dans Twilight Princess.

### Royaume du roi des mers
- Apparaît dans : Phantom Hourglass

Le royaume du roi des mers est l’endroit où se dirigent Link et Tetra quand ils quittent la mer de The Wind Waker. Cette mer comporte quatre cartes.
- Île Melka : île où Link commence son aventure dans Phantom Hourglass. C’est en quelque sorte la ville principale du jeu.
- Île Molida : île où l’on trouve un petit village d’indiens.
- Île du feu : île à activité volcanique où Link rencontre la voyante et Liif, l’esprit de la force.
- Île Goron : île où vit le peuple Goron.
- Île du gel : île où vit le peuple Anouki.
- Île Bonnan : île où vit le vieil avanturier et Joanne la sœur de Jolène.
- Île Canon : île où vit Eldo et Fuzo. Sur cette île, on débloque le canon du bateau et la grue de récupération du bateau.
- Île de Sazu : Très petite île où vit le forgeron Sazu. Link ramène les trois minerais pour que le forgeron lui forge la lame de l'épée spectrale.
- Île des Esprits : île où nous pouvons ramener dix gouttes d'esprit pour que les pouvoirs de l'esprit correspondant seront retrouvés.

## S

### Subrosia
- Apparaît dans : Oracle of Seasons

Subrosia est le monde souterrain d’Holodrum. Au contraire de la surface, il n’y existe aucune saison. Cette contrée volcanique est peuplée par les Subrosiens.

## T

### Termina
- Apparaît dans : Majora's Mask

Termina est un monde parallèle à Hyrule dans lequel se déroule Majora's Mask. Link y parvient après avoir poursuivi Skull Kid dans les bois perdus. La lune menace de s’écraser sur Bourg-Clocher, la plus grande ville de Termina, 72 heures après l'arrivée de Link. Contrairement à Hyrule, le pays n'est pas unifié.
Termina se compose de plusieurs lieux :
- Bourg-Clocher : ville principale au centre de la plaine Termina, où débute l’aventure.
- Plaine Termina : la plaine qui s'étend autour de Bourg-Clocher. S'y trouve également l'observatoire astronomique.
- Marais du Sud : peuplé principalement par des Mojos et des singes, l'office de tourisme propose des promenades en barque. Les sorcières jumelles Koume et Kotake y tiennent une boutique de potions.
- Palais Mojo : c'est ici que vivent le roi et la princesse Mojo. L'entrée du palais est interdite aux autres races.
- Bois-Cascade : au cœur du marais, c'est ici que se trouve le premier temple.
- Pic des neiges : situé au Nord de Termina, c’est un pays montagneux et constamment enneigé.
- Vallée Ikana : un lieu maudit situé à l’est de Termina, peuplé de fantômes et de momies.
- Route du Lait : la route qui relie le Ranch Romani à Bourg-Clocher et qui permet l’approvisionnement en lait.
- Ranch Romani : un ranch dirigé par Crémia et sa jeune sœur Romani.
- Village Goron : le Roi Goron, son jeune fils et d’autres Gorons y habitent.
- Théâtre Zora : les Zoras s’y rassemblent pour admirer les spectacles des Indigo-go, groupe de musiciens Zoras.
- Forteresse des Pirates : le lieu où se cachent les fameuses pirates Gerudos.
- Ruines du Château Ikana : l’ancien palais du Roi Ikana, désormais hanté par des âmes tourmentées.
- Forteresse de Pierre : cette forteresse est un lieu réputé imprenable, c’est le dernier temple du jeu.
- Cimetière Ikana : le lieu où reposent les soldats d’Ikana morts au combat.

### Toal
- Apparaît dans : Twilight Princess

Toal est l’endroit où est né Link dans cet opus. Il se situe dans le sud d’Hyrule (à l’ouest dans la version Wii ; à l'est dans la version Game Cube) de la Forêt de Firone, à proximité de la Source de Latouane.
Toal est la version "humanisée" de l’ancien village Kokiri, colonisée par des Humains à l’époque de Twilight Princess. C’était, avant la mort de l’arbre Mojo, la propriété du peuple Kokiri, tout comme la forêt avoisinante.
Mise à part les chèvres, la source de Latouane et le magasin, il n’y a pas grand chose à faire dans Toal. Ce lieu est avant tout un point de départ tranquille, qui permet au joueur de se familiariser avec les commandes.
Les habitants :
- Bohdan : chef du village
- Moï : maître d’armes.
- Iria : fille de Bohdan. Meilleure amie de Link.
- Les enfants : Fénir, Balder et Anaïs. Les jeunes du village. Ils sont enlevés par des monstres au début du jeu.
- Colin : fils de Moï. Il adore Link et veut être comme lui plus tard.
- Négocia : dirigeante du magasin Le Chat-pharnaüm. Mère d’Anaïs. Elle adore son chat.
- Fahd : berger. Il s’occupe des chèvres… mais pas aussi bien qu’il le devrait.
- Jaga et Pia : parents de Fénir et de Balder. Gérants du moulin. Ils ont le Bouclier de Toal chez eux.
- Link : jeune homme réputé dans le village. Il est berger, cavalier et sait se battre.